# Holotrichia parallela
Holotrichia parallela (лат.) — вид пластинчатоусых жуков рода Holotrichia из подсемейства хрущей (Melolonthinae, Scarabaeidae). Личинки обитают в почве, где питаются корнями растений, наносят вред сельскому хозяйству. У жуков Holotrichia parallela обнаружен аномальный 48-часовой цикл циркадных ритмов.

## Описание
Пластинчатоусые жуки среднего размера (около 2 см), чёрного цвета, матовый. Усики 10-члениковые. Личинки обитают в почве, где питаются корнями растений. Является вредителем многих сельскохозяйственных культур, может наносить серьезный ущерб арахису, батату, картофелю, сое и кормовым травам, с ежегодными потерями до 20 % урожая. Holotrichia parallela известен как «dark/large black chafer» или «Asian cockchafer» и является серьёзным сельскохозяйственным вредителем батата, арахиса и соевых бобов в Китае.

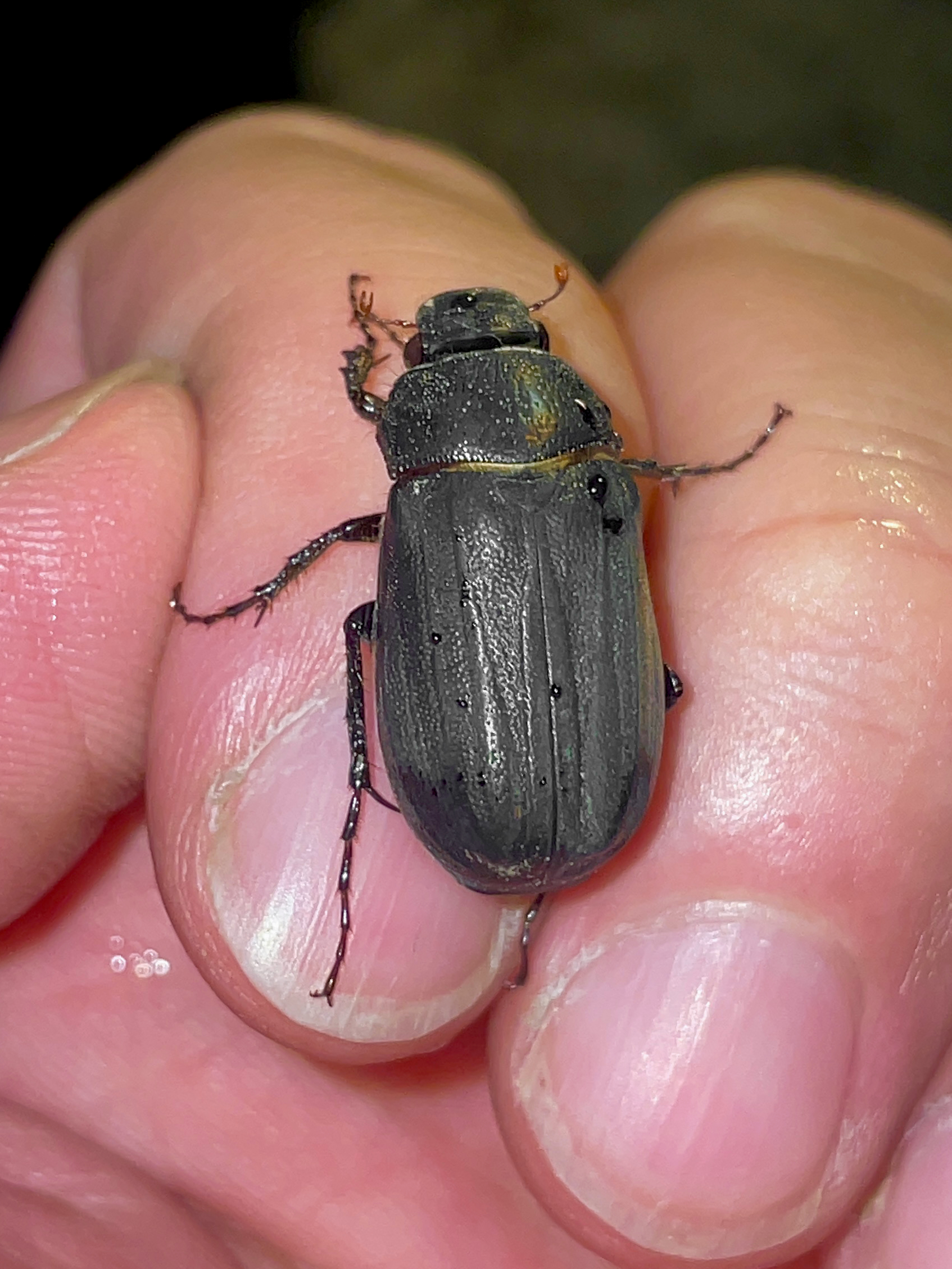
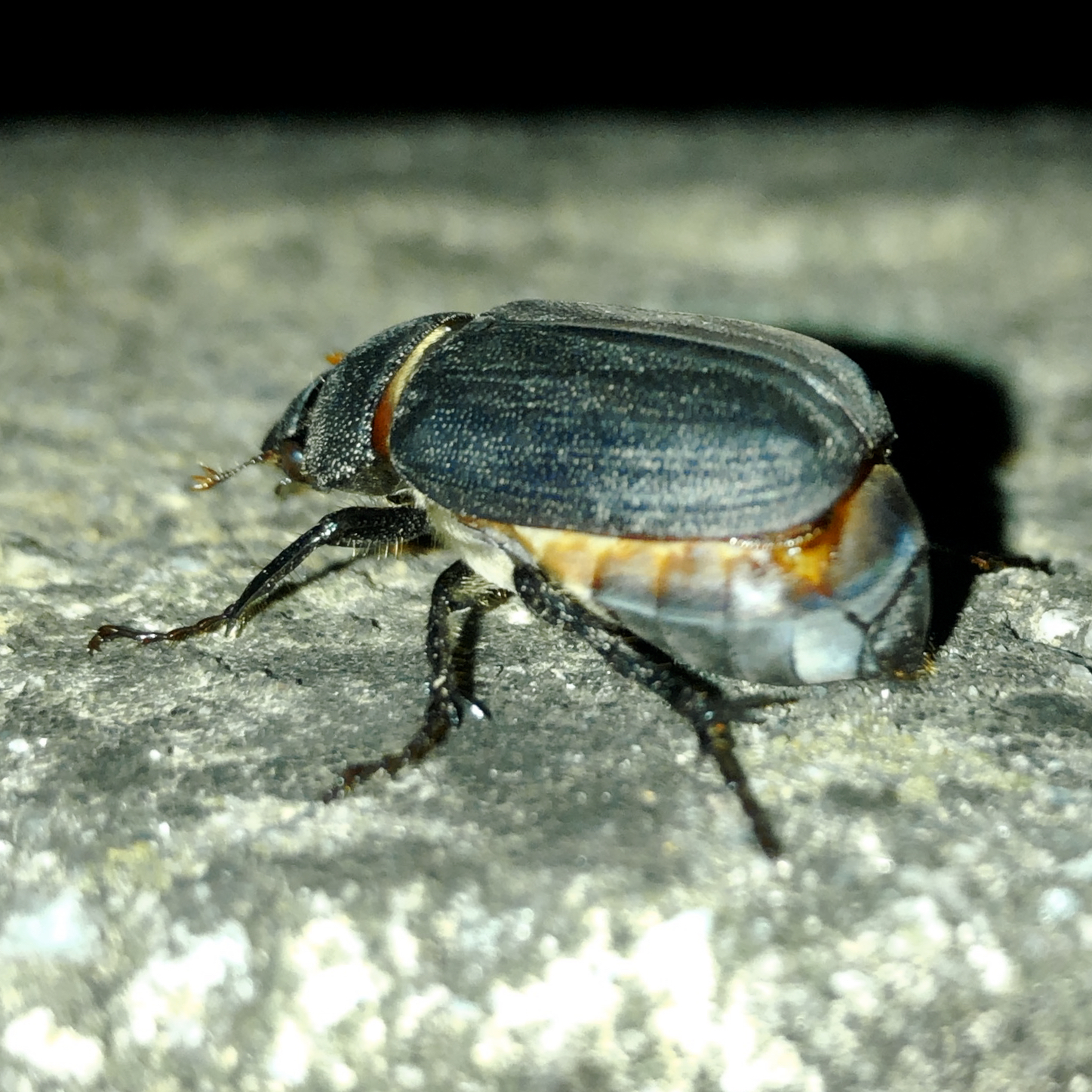

### Циркадные ритмы
У жуков Holotrichia parallela обнаружен аномальный 48-часовой цикл циркадных ритмов, в то время как у других животных он 24-часовой (день — ночь). Самки этого вида для привлечения самцов феромонами взбираются на растения не каждую ночь, а лишь каждую вторую ночь.

### Геном
Holotrichia parallela митохондриальный геном (митогеном) имеет длину 16 975 bp и включает 13 генов, кодирующих белки (PCG), 22 гена траснпортных РНК (тРНК) и два гена рибосомальных РНК (рРНК). Порядок генов был идентичен большинству других ранее секвенированных Scarabaeidae. Большинство PCG у H. parallela имеют традиционные стартовые кодоны ATN, за исключением cox1 (AAC). За исключением трех генов (cox1, cox2 и cox3), заканчивающихся неполным стоп-кодоном T, все остальные PCG заканчиваются стоп-кодоном TAA или TAG. Филогенетический анализ на основе этих данных генома поместил H. parallela в хорошо поддерживаемую кладу с Rhopaea magnicornis, Polyphylla gracilicornis и майским жуком Melolontha hippocastani.

## Классификация
Вид был впервые описан в 1854 году российским энтомологом Виктором Ивановичем Мочульским под названием Ancylonycha parallela Motschulsky, 1854. Некоторые авторы рассматривают таксон в составе рода Pedinotrichia Matsumoto, 2016 под названием Pedinotrichia parallela (Motschulsky, 1854).